# Ночь — моё царство
«Ночь — моё царство» (фр. La nuit est mon royaume) — французский драматический фильм 1951 года режиссёра Жоржа Лакомба. На XII Венецианском кинофестивале 1951 года Жан Габен за исполнение главной роли в картине получил Кубок Вольпи за лучшую мужскую роль.

## Сюжет
Машинисту паровоза Раймону Пинсару (Жан Габен) после железнодорожной аварии при попытке спасения своего погибшего товарища обжигает глаза горячей струей пара, в результате чего он навсегда полностью теряет зрение. Несмотря на боль, ему удаётся в одиночку остановить поезд, избежав крупной железнодорожной катастрофы. Его храбрость и решительность отмечается орденом Почетного легиона. Однако по совету врача близкие ему не говорят правду о действительном состоянии его глаз, а уверяют, что позже со временем и после операции зрение восстановится.
По настоянию близких Раймон начинает посещать католический центр для незрячих, где учительницей, которая преподаёт шрифт Брайля работает молодая и отзывчивая слепая Луиза Луво (Симона Валер), которая начинает симпатизировать ему, но имеет жениха — казначея центра Лионеля Моро (Жерар Ури), которому однажды вечером она раскрывает неутешительный прогноз восстановления зрения Раймона, скрываемый от него самого. Позже Лионель, ревнуя и видя, что между Раймоном и Луизой завязываются отношения, говорит ему, что операция ему не поможет. Раймон, поняв, что его надежды на восстановление зрения несостоятельны, в отчаянии решает покончить жизнь самоубийством, бросившись под поезд. Однако его спасают, после чего он, ожесточившись, решает покинуть центр для слепых. Луиза, возмущённая поведением своего жениха, разрывает их отношения, а он увольняется из центра. Дома Раймона посещает слабовидящая монахиня сестра Габриэль, которая чувствует угрызения совести за то, что ему стало известно о его неизлечимой слепоте и в конечном итоге уговаривает вернуться к ним в центр. В финале картины переубеждённый Раймон возвращается в класс на урок к Луизе с цветами и кладёт их на книгу, напечатанную шрифтом Брайля и лежащую на ученической парте; когда она берёт его руки, чтобы положить на книгу с целью обучения шрифту для слепых, то прикасается к цветам. В последних кадрах фильма показана раскрытая книга, на странице которой видна увеличивающаяся до размеров титров надпись на латинском языке — «Lux In Tenebris».

## В ролях
- Жан Габен — Раймон Пинсар
- Симона Валер — Луиза Луво, учительница центра для незрячих
- Жерар Ури — Лионель Моро, жених Луизы
- Филипп Ришар — директор центра
- Сюзанн Деэлли — сестра Габриэль
- Жак Динам — Жан Гальяр

## Факты
- До прихода в кино Жан Габен переменил много мест работы, но в детстве мечтал работать машинистом локомотива[3]. Это второй фильм актёра после картины Жана Ренуара «Человек-зверь» (1938), в котором он сыграл роль машиниста поезда. Как указывают биографы Габена, он обычно начинал подготовку к роли с усвоения естественных и трудовых навыков своего героя. Так, когда он снимался в указанной картине Ренуара, Габен выучился вести паровоз и позже за роль в этом фильм получил награду, которой очень гордился — почётный диплом машиниста локомотива и традиционную маслёнку[4].
- Кроме этого фильма Жан Габен сыграл ещё в двух фильмах режиссёра Жоржа Лакомба — «Мартин Руманьяк» (1946) и «Их последняя ночь» (1953).

## Критика
По мнению авторов биографической работы, посвящённой Жану Габену, киноведов Соловьёвой И. Н. и Шитовой В. В., в этой картине он «делает роль Раймона достойной пристального внимания» несмотря на то, что сентиментальная история, казалось бы, не предоставляла актёру большие творческие возможности:
Вот уж где актёр не "играет результат", если опять же воспользоваться термином системы Станиславского, не "играет образ" — и результат, и образ, и тема возникают у Габена из волшебства правды десятков предельно точных физических задач и физических действий. Габен не играет мужества, как не играет и страдания — учится ходить без палки, вкручивать сигарету, не проливать кофе и вино; учится вертеть рычажки радиоприёмника; пробует танцевать и ведёт партнершу довольно хорошо. Формула мужества этого человека — это формула простых, немногозначительных действий.

По мнению историка К. Ю. Юдина, фильм относится к целому ряду картин Жана Габена, в которых представлены социальные зарисовки, уходящие непосредственно корнями в кинематографическую эпоху поэтического реализма. В этих картинах Габен остаётся верным своему характерному амплуа:
— сильной личности, мужественно идущей навстречу всем испытаниям, ниспосланным "судьбой",  трансцендентальной наследственностью, предопределивших экзистенциальный футляр — эмпирическую личину его бытия, когда благородная душа оказывается закованной в доспехи представителя низшей социальной страты, испытывавшего горькое разочарование от познания крайне скудных пределов её "свободы воли": машиниста паровоза, потерявшего зрение во время героического акта самопожертвования и вынужденного открывать для себя новую "реальность во мраке", находящего утешение в несбыточных надеждах на возвращение зрения...

## Награды
- 1951 год — Венецианский кинофестиваль: Кубок Вольпи за лучшую мужскую роль (Жан Габен).

## Сборы
- Во Франции фильм посмотрели 2 533 125 зрителей, из них в Париже 394 146[7].